# Monomorium subcoecum
Monomorium subcoecum är en myrart som beskrevs av Carlo Emery 1894. Monomorium subcoecum ingår i släktet Monomorium och familjen myror. Inga underarter finns listade i Catalogue of Life.